# Juan Suárez de Carvajal
Juan Suárez de Carvajal (Talavera de la Reina, ca. 1485-Toledo, 10 d'octubre de 1584) va ser un religiós castellà, bisbe de Lugo (1539-1561) i comissari general de la Croada (1546-1562).
Va néixer a Talavera de la Reina (Toledo), possiblement el 1485. Respecte a la seva família, era fill de Pedro Suárez, natural de Talavera, i de Catalina de Carvajal, natural de Plasència (Càceres). Entre els seus germans hi havia Illán Suárez, factor de la Reial Hisenda al Perú, i del llicenciat Benito Suárez; era, a més, oncle del futur arquebisbe de Toledo García Loaysa y Girón. Abans d'entrar en carrera eclesiàstica, va contraure matrimoni amb Ana de Girón, amb la que va tenir un fill, García Suárez de Carvajal, regidor a Talavera i patró de la capella que va manar construir a l'església dels franciscans de la mateixa localitat, segons concessió de Juli III el 1551.
En morir la seva dona va inclinar-se a l'Església, va ser nomenat bisbe de Lugo el 9 de setembre de 1539, amb dispesa d'irregularitat, i consagrat el mateix any. De seguida va ser nomenat també Comissari General de la Santa Croada, durant l'exercici del càrrec va executar una butlla de Pau III per la qual concedia sis anys de jubileu als regnes d'Espanya, indicant els llocs per guanyar-lo i l'almoina que havia de donar-se. Posteriorment va publicar i executar una butlla de Juli III per la qual concedia indulgències a tantes persones que cooperessin en les almoines en la lluita contra els turcs i els infidels. Entre altres actes destacats d'aquest bisbe, el 15 de novembre de 1549 va batejar la futura reina Anna d'Àustria, quarta esposa de Felip II de Castella, a la localitat de Cigales (Valladolid). El 5 de febrer de 1553 va conferir la consagració episcopal a l'administrador de l'arxidiòcesi de Santiago de Compostel·la, Bernardino de Carmona, a l'església de San Jerónimo de Madrid.
Va renunciar al bisbat el 10 de març de 1561. Retirat a la ciutat de Toledo, després de l'exercici del seu càrrec episcopal va ocupar altres càrrecs eclesiàstics a la catedral de Toledo, doncs va ser nomenat canonge ardiaca de Talavera el 1564, capellà major de la capella de Reyes Nuevos, així com doctoral de Sigüenza i arxipreste de Caracena. Finalment va morir a la capital toledana, a les cases d'Antonio de Luna, el 10 d'octubre de 1584, i va ser enterrat al convent de San Francisco de Talavera de la Reina.